# Phiala aurivillii
Phiala aurivillii är en fjärilsart som beskrevs av George Thomas Bethune-Baker. Phiala aurivillii ingår i släktet Phiala och familjen Eupterotidae. Inga underarter finns listade i Catalogue of Life.